# Abraham Beame
Abraham David "Abe" Beame, född 20 mars 1906 i London i Storbritannien, död 10 februari 2001 i New York i New York, var en amerikansk politiker (demokrat) som var borgmästare i New York från 1974 till 1977. Han var borgmästare i staden under en period på 1970-talet när staden genomlevde en budgetkris som var så allvarlig att staden stod på randen till konkurs.
Beame är också känd som New Yorks förste judiske borgmästare.

## Uppväxt och karriär
Beame var den förste borgmästaren i New York som var troende jude. (Den tidigare borgmästaren Fiorello La Guardia (1934–1945) hade judiskt påbrå på sin mors sida men tillhörde Episkopalkyrkan.) Beame föddes i London och växte upp på Lower East Side i New York. Han var stadens budgetchef (city budget director) 1952–1961. Han var demokrat och valdes till två perioder som stadscontroller (city comptroller) 1961 och 1969. Han nominerades till borgmästare 1965 för demokraterna men besegrades av den republikanske kandidaten  John Lindsay.
Beame hade som politiker kommit fram genom en av de politiska "maskinerna", sprungen ur Brooklyn-falangen av den reguljära demokratiska partiorganisationen (Brooklyns motsvarighet till Manhattans Tammany Hall) till skillnad från de "reform"-demokrater som blev politiskt aktiva i New York på 1950-talet.

## Utmaningar som borgmästare
Sedan han besegrade delstatssenatorn John Marchi i borgmästarvalet 1973, fick Beame ta hand om den värsta budgetkrisen i stadens historia och fick ägna större delen av sin tid som borgmästare för att försöka undvika konkurs. Han avskedade stora grupper av stadens anställda, fryste lönerna och rekonstruerade budgeten, men det var ändå inte tillräckligt förrän stöd kunde skjutas till från nya delstatliga program och medel från federal nivå. Han var också borgmästare under den kris som det stora strömavbrottet i staden i juli 1977 ledde till.
Efter fyra tumultartade år som borgmästare sökte han stöd för att bli omvald 1977 (en kort tid efter strömavbrottet 1977, som var en av de mest kaotiska händelserna i staden New Yorks historia) och kom trea i demokraternas primärval, efter federala representanthusledamoten Edward I. Koch och delstatsministern (secretary of state) Mario M. Cuomo. Beame fick dock fler röster i primärvalet än den före detta kongressledamoten Bella Abzug, kongressledamoten Herman Badillo och Manhattans stadsdelspresident Percy Sutton.
När han lämnade posten som borgmästare 1977, hade stadens budget gått från ett underskott på 1,5 miljarder $ till ett överskott på 200 miljoner $.
Beame var väldigt kort, bara five feet, two inches tall. Han avled 2001 vid 94 års ålder till följd av komplikationer vid hjärtkirurgi.